# Tour Voltaire
La tour Voltaire est un gratte-ciel de 82 mètres situé à la Défense sur la commune de Puteaux.
Elle se compose de 23 niveaux en superstructure et de 4 niveaux en infrastructure.

## Description
Elle se divise en 2 bâtiments collés et ouverts dans les étages : le 1er compte 18 niveaux et une terrasse technique, le second compte 23 niveaux et une terrasse technique.
Elle a hébergé[Quand ?] des services du ministère de l'Environnement. Le Bureau d'enquêtes sur les événements de mer (BEAmer) a eu son siège dans la tour Voltaire.
Depuis Décembre 2018, le Groupe Indigo y a son siège social. Ainsi que Louvres Hôtel courant 2019 et Worldline en 2021 .

## Iconographie

La tour Voltaire vue du sol
vue de la tour Défense 2000